# Südkampfbahn
Südkampfbahn – stadion piłkarski w Zwickau (w dzielnicy Planitz), w Niemczech. Został otwarty 21 sierpnia 1920 roku. Obiekt może pomieścić 3000 widzów.
Stadion został otwarty 21 sierpnia 1920 roku i funkcjonował jako obiekt klubowy zespołu Planitzer SC. Drużyna ta w latach 1929 i 1931 triumfowała w rozgrywkach Gauliga Westsachsen. 15 sierpnia 1938 obiekt został ponownie otwarty po rozbudowie, a na otwarcie gospodarze pokonali w spotkaniu towarzyskim 3:2 jeden z najsilniejszych wówczas niemieckich klubów, FC Schalke 04. Przy okazji zmieniono nazwę stadionu na Westsachsenkampfbahn (dotychczas był znany jako Central-Sportpark). W roku 1942 Planitzer SC zdobył mistrzostwo Gauligi Sachsen. Po II wojnie światowej Planitzer SC został rozwiązany, a w jego miejsce powstał zespół SG Planitz. W 1948 roku drużyna ta zdobyła mistrzostwo radzieckiej strefy okupacyjnej (tzw. „Ostzonenmeisterschaft”). W 1949 roku klub połączył się z czterema innymi lokalnymi zespołami, tworząc ZSG Horch Zwickau (późniejszy BSG Motor Zwickau, BSG Sachsenring Zwickau, obecnie FSV Zwickau), który występował na Georgi-Dimitroff-Stadion. W tym samym roku nowym gospodarzem stadionu (po powstaniu NRD przemianownym na Alfred-Baumann-Kampfbahn, później obiekt otrzymał obecną nazwę, Südkampfbahn) został nowo powstały klub BSG Aktivist „Karl Marx“ Zwickau. W 1969 roku drużyna ta połączyła się z BSG Sachsenring Zwickau. W późniejszym czasie obiekt wykorzystywany był m.in. przez SV Planitz oraz rezerwy FSV Zwickau.